# Jacobus Albertus August Uilkens
Jacobus Albertus August Uilkens (Stitswerd, 12 augustus 1866 – 's-Gravenhage, 11 oktober 1939) was een Nederlandse burgemeester.

## Leven en werk
Uilkens werd in 1866 te Stitswerd geboren als zoon van de predikant Theodorus Frederik Uilkens en Catharina Hermina Hofs. Voor zijn benoeming tot burgemeester en secretaris van Ammerstol in 1896 was Uilkens werkzaam op de gemeentesecretarieën van 's-Gravendeel en Nieuwpoort. In 1907 werd hij tevens burgemeester van de gemeente Bergambacht. Tijdens zijn burgemeesterschap werd hij geconfronteerd met een voor Bergambacht grote ramp. Een felle brand gecombineerd met een hevige wind verwoestte een aantal huizen, waardoor 21 gezinnen dakloos raakten. Uilkens was erevoorzitter van het comité, dat landelijk gelden inzamelde om de nood te leningen. Per 1 januari 1932 kreeg hij op zijn verzoek eervol ontslag als burgemeester van beide gemeenten. Als burgemeester heeft Uilkens zich ingezet voor de vorming van een intergemeentelijk waterleidingbedrijf in de Krimpenerwaard. Naast zijn burgemeesterschap was Uilkens bestuurlijk actief bij de Vereniging Het Groene Kruis in Zuid-Holland. De gelden die bij zijn afscheid werden ingezameld onder de burgerij werden bestemd voor het werk van deze organisatie in de beide plaatsen, waar hij burgemeester was geweest.
Uilkens trouwde op 15 november 1907 te Zeist met Cornelia Jacoba Kouwer. Hij overleed in oktober 1939 op 73-jarige leeftijd in 's-Gravenhage. Hij werd op 14 oktober begraven op de begraafplaats van Bergambacht. Uilkens was Ridder in de Orde van Oranje-Nassau.
In Bergambacht is de Burgemeester Uilkensstraat naar hem genoemd.